# Botafogo de Futebol e Regatas
El Botafogo de Futebol e Regatas, (en español Fútbol y Regata de Botafogo) conocido simplemente como Botafogo es un club deportivo brasileño con sede en el barrio homónimo, en Río de Janeiro, es el actual campeón del Campeonato Brasileño de Serie A, primera división del fútbol brasileño. Sus mayores glorias deportivas se han dado en el fútbol, pero también se destaca en el remo, voleibol, baloncesto, deportes acuáticos y otros más. Fundado como club de remo el 1 de julio de 1894 con el nombre de «Club de Regatas Botafogo», se fusionó con el Botafogo Football Club el 8 de diciembre de 1942 (el día de homenaje a la patrona del club: Nuestra Señora de la Concepción), otro club del mismo barrio, fundado oficialmente el 12 de agosto de 1904. Botafogo es un equipo muy conocido porque tiene el mayor número de jugadores llamados a la selección brasileña en los mundiales: son 97 en general y 47 en Copas del Mundo. Sus colores son negro y blanco, y es conocido como «Estrella solitaria» (Estrela Solitária), en alusión a la estrella que decora su escudo.
Es uno de los equipos más populares de Brasil, siendo considerado como uno de los clubes que forman parte del grupo de los doce grandes del fútbol brasileño, denominación usada para referirse a los equipos con mayor cantidad de aficionados del fútbol brasileño y, al mismo tiempo, se lo considera como uno de los cuatro grandes del estado de Río de Janeiro, junto con sus clásicos rivales, todos de su misma ciudad: Fluminense, Flamengo y Vasco da Gama. Asimismo, sostiene importantes duelos interestatales con equipos como Santos del estado de São Paulo en el que se disputa el «Clássico Anjo-Rei», o Clásico Ángel-Rey, apodo creado en referencia a los duelos entre Pelé y Garrincha, cuando Botafogo y Santos protagonizaban el mayor clásico del fútbol brasileño, siendo ambos equipos la cuna de la Selección Brasileña; El Atlético Mineiro del estado de Minas Gerais, donde disputa el Clásico de los Albinegros, un clásico que ya decidió el Campeonato Brasileño de 1971, cuando Atlético Mineiro se consagró campeón triunfando 1-0 sobre su rival carioca. Asimismo, decidieron la final de la Libertadores de 2024 el 30 de noviembre del mismo año, en la que Botafogo triunfó conquistando América por primera vez, al vencer al club mineiro por 3-1, jugando con 10 jugadores desde el primer minuto en el Estadio Monumental de Buenos Aires. El derbi que disputa contra Fluminense se conoce como el Clássico Vovô («clásico abuelo») y es considerado como el clásico más antiguo de la historia del fútbol brasileño.

## Historia
Llamado o Glorioso (el Glorioso, en español) por su goleadas aplicadas a comienzos del siglo XX, Botafogo es responsable de la mayor goleada en la historia del fútbol brasileño: 24 a 0 en SC Mangueira. El Alvinegro fue la base de Selección de Brasil, con 97 jugadores llamados, y 47 convocaciones para Copas del Mundo. Después de una vida próspera en breve tiempo después de su fundación, comenzó el dominio del fútbol del Río de Janeiro a principios de la década de 1930. Vivió su apogeo en los años 50 y 60, logrando en esta última década su primer título nacional al hacerse con la Taça Brasil de 1968. También es, junto con el rival Flamengo, el equipo con mayor secuencia sin derrotas del fútbol brasileño: 52 partidos sin derrotas entre 1977 y 1978. Después de haber ganado la Copa Conmebol en 1993 (torneo precursor de la actual Copa Sudamericana) y el campeonato brasileño de 1995, fue elegido por la FIFA el 12.º mejor club del siglo XX y 5.º mejor de América. Descendió a la Serie B en 2002 y volvió a la elite del país al año siguiente. Botafogo es la única entidad del deporte brasileño campeón en tres diferentes siglos XIX, XX y XXI luego de ganar el Campeonato Carioca en 2006. El albinegro es también el único club campeón de tierra, mar y aire en el mismo año. Ganó, entre otras competiciones, el estadual de fútbol, remo y modelo de avión en 1962. El equipo sirvió como inspiración para la fundación de otros clubes homónimos, como el Botafogo da Paraiba, el Botafogo de Brasilia, el Botafogo de Cordinhã en Portugal, el Botafogo de Cabo Verde en África, entre otros.
En 1891, Luiz Caldas fundó el Grupo de Regatas Botafogo. El grupo de remo obtuvo este nombre en honor al barrio donde compitieron sus barcos. La asociación tiene su génesis con la participación de los miembros del Clube Guanabarense, creado en 1874.
En el contexto de la «revuelta de la armada», había dos jefes revolucionarios, el almirante Custódio de Melo y el comandante Guilherme Frederico de Lorena, y dos niños como miembros del grupo, João Carlos de Melo (John) y Frederico Lorena (Fritz). Este vínculo con el grupo de jóvenes planteó las sospechas del gobierno en el marco del Botafogo, que se vio obligado a interrumpir sus actividades. Debido a la persecución, John y Fritz salieron de Río de Janeiro y Luiz Caldas fue detenido.
Poco después, Luiz Caldas moriría a finales de junio de 1894. Luego, los restantes miembros del Grupo de Regatas Botafogo se reunieron para regular el establecimiento del club. Con cuarenta miembros el 1 de julio de 1894 se fundó el Club de Regatas Botafogo.
La sede del club estaba en una casa grande (Ahora demolido) en el sur de la playa de Botafogo, que termina hoy en la avenida Pasteur. Los fundadores del Club de Regatas Botafogo fueron Alberto Lisboa da Cunha, Arnaldo Pereira Braga, Arthur Galvão, Augusto Martins, Carlos de Souza Freire, Eduardo Fonseca, Frederico Lorena, Henrique Jacutinga, João Penaforte, José María Dias Braga, Julio Kreisler, Julio Ribas Júnior, Luiz Fonseca Quintanilha Jordão, Oscar Lisboa da Cunha e Paulo Ernesto de Azevedo.
El buque botafoguense Diva se convirtió en una leyenda en las aguas de la Bahía de Guanabara, habiendo ganado todas las 22 carreras que precedieron, consagrándose campeón de Río 1899. A pesar de la larga tradición en el deporte, el Club de Regatas Botafogo fue sólo una vez campeón de remo de Río (los otros títulos de estado se produjo después de la fusión).
El Club de Regatas Botafogo fue el primer club brasileño campeón nacional de cualquier tipo de deporte: El remo, en el campeonato, celebrado en Río de Janeiro en octubre de 1902, con la victoria del atleta Antônio Mendes de Oliveira Castro, que años más tarde sería presidente del club.
En la primera regata disputada por el recién fundado Clube de Regatas do Flamengo, los remadores de Fla ritmó en una boya de señalización y se ahogó. Fueron salvados por una guarnición de Botafogo, que remolcó el barco.

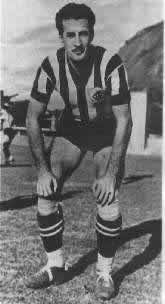
Carvalho Leite, uno de los mejores de la década del 1930.

Una curiosidad en la historia del Club de Regatas es que sus atletas se han arriesgado a seguir el fútbol. Esto ocurrió el 25 de octubre de 1903, un año antes de la fundación de Botafogo Football Club. Los remeros botafoguenses se reunieron con colegas de deporte del Flamengo para un amistoso. El equipo de Botafogo, con W. Schuback, C. Freire e Oscar Cox; A. Shorts, M. Rocha e R. Rocha; G. Masset, F. Frías Júnior, Horácio Costa Santos, N. Hime e H. Chaves Júnior, ganó el Flamengo por 5 a 1 en el campo del Paissandu AC.
El barrio de Botafogo fue el lugar donde se fundó el Electro Club, el primer nombre dado al Botafogo Football Club. La idea vino de Flávio Ramos y Emmanuel Sodré que estudiaron juntos en el Colegio Alfredo Gomes. Durante un clase de álgebra enseñada por el General Julio Noronha, en un billete Flávio escribió un mensaje a Emmanuel: «El Itamar tiene un club de fútbol en la calle Martins Ferreira, vamos hacer otro en el Largo dos Leões. Podemos hablar con los Werneck, Arthur Cesar, Vicente y Jacques». Emmanuel concordó. En la tarde del viernes, 12 de agosto de 1904, Flávio, Emmanuel y algunos amigos, todos con edades comprendidas entre los catorce y quince años, se reunieron en una casa antigua, ubicada en la esquina de la calle Humaitá y el Largo dos Leões, para crear el nuevo club de fútbol.
Electro Club fue el primer nombre que se da a Botafogo, ya que los muchachos decidieron cobrar derechos de matrícula y encontraron un vale por una extinta comunidad de senderismo con ese nombre, entonces decidieron adoptar. El uniforme de rayas verticales en blanco y negro fue aclamado por unanimidad. La sugerencia fue de Itamar Tavares, que estudió en Italia, donde fue un aficionado de la Juventus, creado en 1897 y que hoy en día es uno de los más populares clubes en Europa. El primer director de Electro, que no tenía registro de la Fundación, estuvo integrado por Flávio da Silva Ramos (Presidente), Octávio Werneck (Vice President), Jacques Raimundo Ferreira da Silva (Secretario) y álvaro Werneck (Tesorero). Flávio y Emmanuel no quisieron que el club tuviera la suerte de tantos otros que desaparecieron sin dejar rastro, dando la administración a gente de edad y más experiencia, Alfredo Guedes de Mello y Alfredo Chaves.
El nombre Electro Club permaneció apenas hasta el 18 de septiembre. En este día, otra reunión se celebró en la casa de la Sra. Chiquitota, la abuela de Flávio, que tenía miedo de saber el nombre del club: «¿Cuál es el nombre de este club?», se preguntó. «Electro», dice Flavio, que luego decidió seguir el consejo de su abuela: «Mi Dios. ¡Qué falta de imaginación! Viviendo donde vives, el club sólo puede ser llamado Botafogo». Y así, el Electro pasó a llamarse Botafogo Football Club. El mismo día, se hizo cargo la nueva junta, compuesta por Alfredo Guedes de Mello (Presidente), Itamar Tavares (Vice President), Mario Figueiredo (Secretario) y Alfredo Chaves (Tesorero). La primera formación tuvo lugar en la Plaza de los Leones. Así nació el Botafogo Football Club. Sus fundadores: Álvaro Werneck Cordeiro da Rocha, Arthur César de Andrade, Augusto Paranhos Fontenelle, Basílio Vianna Júnior, Carlos Bastos Neto, Emmanuel de Almeida Sodré, Eurico Parga Viveiros de Castro, Flávio da Silva Ramos, Jacques Raimundo Ferreira da Silva, Lourival Costa, Octávio Cordeiro da Rocha Werneck y Vicente Licinio Cardoso.

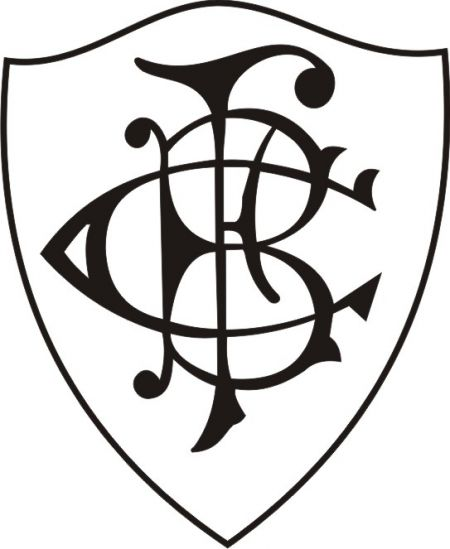
Escudo del Botafogo de 1904.

El primer partido se produjo el 2 de octubre de 1904, contra el Football and Athletic Club, en Tijuca (entonces llamada Engenho Velho): Derrota por 3 a 0. El equipo que entró al campo utilizó el sistema de 2-3-5 y fue conformado por: William Monay; H. Vasconcellos y Norman Hime; Basílio Vianna, João Leal y Octávio Werneck; Víctor Faria (capitán), J. Tavares, F. Ramos, A. Sampaio y P. Duque Estrada. La primera victoria llegó en el segundo juego el 21 de mayo de 1905, sobre el Petropolitano, 1 a 0, gol de Flavio Ramos.
En 1905, fue creado el Carioca Football Club, en el barrio de Botafogo. Este club fue diseñado para enseñar a los niños los fundamentos del fútbol, siendo la primera escuela del deporte en Brasil. La escuela fue desactivada en 1908 y absorbida por el Botafogo Football Club, que buscaba jugadores en el Carioca con la intención de fundar su propio equipo de infantes.
Pronto se convierte en un equipo importante del Río de Janeiro, ganando los campeonatos de 1907, 1910 y 1912.
El equipo botafoguense ganó el Campeonato Carioca en 1930, 1932, 1933, 1934 y 1935.
El 8 de diciembre de 1942, se fusionan el Clube de Regatas Botafogo y el Botafogo Football Club, formando el actual Botafogo de Futebol e Regatas. El principio de esta fusión fue el fallecimiento súbito de un jugador de baloncesto llamado Albano en un partido entre ambos clubes.
Después de la fusión, Botafogo quedó en segundo lugar entre los años 1944 y 1947 en el Campeonato Carioca, con actuaciones del ídolo Heleno de Freitas. En 1948, el albinegro logró el palmar Carioca.
Con Garrincha, Didi, Nilton Santos, Jairzinho, Manga, Gérson, Amarildo y muchos otros grandes jugadores, Botafogo se transforma en uno de los más reconocidos equipos del mundo, realizando diversas giras mundiales. Disputa la Copa de Campeones de América (actual Copa Libertadores) de 1963 siendo eliminado por el, a la postre campeón, Santos de Pelé en las semifinales, logrando la que, hasta la edición de 2024, sería su mejor participación.

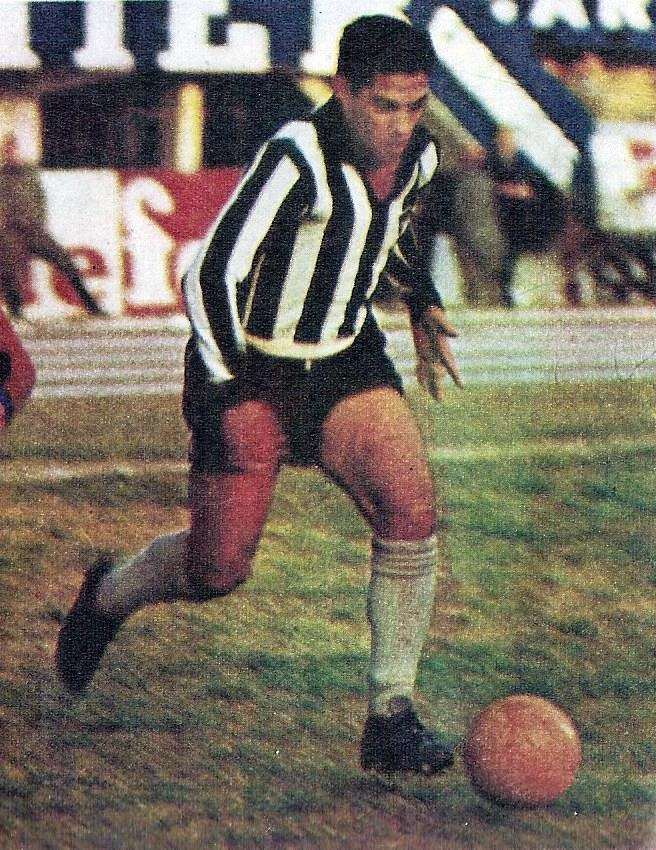
Garrincha con el Botafogo.

Después de la época de oro, Botafogo tiene un gran periodo sin conquistar el Campeonato Carioca hasta mediados de 1989. En el año 1972 fue subcampeón en el campeonato brasileño (Perdió la final con el Palmeiras). Clasificó a la Copa Libertadores de 1973, llegando a disputar el triangular semifinal (Quedó atrás de Colo-Colo y de Cerro Porteño).
En 1993, Botafogo derrota a Peñarol de Montevideo en la final de la Copa Conmebol 1993 y obtiene el título sudamericano. En 1995, obtiene el campeonato brasileño (Campeão Brasileiro Série A) y en 1996 el Trofeo Teresa Herrera derrotando a Juventus (ITA) en la final. Al año siguiente obtiene su décimo séptimo Campeonato Carioca, derrotando al Vasco da Gama en la final. En 1999 es finalista de la Copa de Brasil.
En 2002, Botafogo desciende al Campeonato Brasileño de Serie B. Al año siguiente, con el subcampeonato en dicho certamen, retorna a la primera división del fútbol brasileño. No logra realizar campañas expresivas durante estos años. En 2006, obtiene por decimonovena vez el Campeonato Carioca y es subcampeón del mismo durante los años 2007 y 2009. En el año 2007, luego de realizar una gran campaña en la primera ronda del campeonato brasileño, juega la Copa Sudamericana hecho que se repetiría en las siguientes dos temporadas (Llegó a cuartos de final en las ediciones 2007 y 2009). En 2010, volvió a ganar el Campeonato Carioca. En 2012, terminó la Liga Brasileña en la novena colocación.
En 2012, el Botafogo contrató a la veterana estrella Clarence Seedorf. Con el uruguayo Lodeiro y otras jóvenes promesas como Dória o Bruno Mendes, el equipo consiguió la séptima posición de la Liga Brasileña. En 2013, obtiene nuevamente el Campeonato Carioca y termina el Campeonato Brasilero en 4.º lugar, clasificando a la Copa Libertadores después de 18 años. A pesar del desafío, el equipo pierde a su técnico y a sus principales jugadores y es eliminado en Primera Ronda tras un 0 a 3 en Argentina frente a San Lorenzo (que sería el campeón de esa edición).
Tras descender por segunda vez en 2014 en medio de una grave crisis económica, obtiene el Campeonato Brasilero de Segunda División del año 2015 regresando a la máxima categoría. La buena campaña en el Brasileirao 2016 lo clasifica nuevamente a la Copa Libertadores 2017, siendo eliminado por el posterior campeón Gremio en cuartos de final. Juega las finales del Campeonato Carioca en 2015 y 2016, logrando finalmente el título en 2018 tras derrotar al Vasco Da Gama en la final. En la temporada 2020-2021, el Botafogo desciende al Campeonato Brasileño de Serie B al quedar último en el Campeonato Brasileño de Serie A.

### La era SAF
A partir de 2020, el Botafogo se sometió a una serie de auditorías internas para convertir su división de fútbol en una entidad corporativa con fines de lucro, propiedad del club, pero que podría dividirse y venderse a inversores. Esto se debió a una legislación sin precedentes que permitía que los clubes de fútbol funcionaran como corporaciones y sería una solución a la grave crisis financiera que el club había enfrentado durante décadas. Sin embargo, el descenso a la Serie B retrasó estos planes.
El año 2021 vio que la deuda de Botafogo alcanzaba los mil millones de reales. Se colocaron sextos en el Campeonato del Estado de Río de Janeiro, luego de una decisión de penalti perdida ante el también relegado Vasco da Gama. El club tuvo un comienzo mediocre en la temporada de la Série B, pero se recuperó después de la contratación del entrenador Enderson Moreira, quien pudo llevar al Botafogo de regreso al nivel superior del fútbol brasileño, como campeón de la edición 2021 de la Série B. Fue el segundo título de Serie B de Botafogo.
Mientras tanto, la administración entrante había comenzado una reestructuración interna, contratando al ejecutivo Jorge Braga para el flamante cargo de director general y reduciendo considerablemente su fuerza laboral. Botafogo se asoció con la firma de inversión XP Inc. con el fin de buscar compradores potenciales para su división de fútbol, que estaba en proceso de convertirse en su propia entidad corporativa. El Congreso había aprobado recientemente la ley Sociedade Anônima de Futebol (SAF), que permite a los extranjeros comprar acciones en clubes de fútbol brasileños por primera vez en la historia.
Habiendo evitado un desastre financiero completo al regresar a la Serie A, el nivel competitivo más alto del país, Botafogo finalizó su transición a la estructura legal de SAF. El club social se mantuvo como entidad, poseyendo el 100 % de las acciones de Botafogo SAF. En enero de 2022, salió a la luz que el inversionista estadounidense John Textor, propietario de una participación minoritaria en el club inglés Crystal Palace de la Premier League, estaba en conversaciones para comprar una participación mayoritaria en Botafogo. En febrero de 2022, el club anunció la adquisición del 90 % de las acciones de la división de fútbol de Botafogo por parte de Eagle Football Holdings, una holding multiclubes de alcance global, siendo Botafogo el primer club mayoritario adquirido por la Eagle, con John Textor teniendo el 90 % del club para sí.

#### La primera temporada
Después de asumir el club en febrero de 2022, durante el campeonato estatal y poco antes del inicio del Campeonato Brasileño, Textor realizó cambios drásticos en el equipo - despidió al entrenador Enderson Moreira, quien había sido campeón de la segunda división en 2021 con el equipo, y contrató al portugués Luis Castro. Sin embargo, Castro solicitó algunos meses al estadounidense antes de asumir el mando del Botafogo, ya que quería terminar la temporada con su antiguo club, Al Duhail de Catar. Al comienzo del campeonato, en los primeros partidos, el equipo de Castro mostró falta de ritmo y cohesión, dado que se había formado un nuevo plantel recientemente y el equipo aún no tenía una identidad de juego. No obstante, el equipo comenzó a ajustarse después de algunos partidos y, en junio, durante la segunda ventana de transferencias, se realizaron fichajes puntuales como Adryelson, Tiquinho Soares y Eduardo. Con estas incorporaciones, el rendimiento del equipo mejoró y comenzaron a luchar por un lugar entre los siete primeros, buscando la clasificación para la Copa Libertadores de América. El equipo luchó hasta las dos últimas jornadas, pero al perder ante el Athletico Paranaense fuera de casa, quedó a cinco puntos del G7 y terminó en el 11.º lugar, asegurando un lugar en la Copa Sudamericana. El club logró mantenerse en la primera división, construyó la base del equipo contratando jugadores y redujo su deuda en casi 400 millones de reales (anteriormente estimada en más de mil millones de reales, ahora en poco más de 700 millones de reales). Además, lograron clasificar para una competición continental el año siguiente.

#### La segunda temporada
La segunda temporada se está caracterizando por recompensas al trabajo, inversiones en infraestructura y profesionalismo en sus enfoques. En enero, el club cerró el patrocinio principal más grande de su historia y el segundo mejor patrocinio del país al firmar un acuerdo con la casa de apuestas PariMatch, valorado en aproximadamente 28 millones de reales por temporada durante dos años. Sin embargo, después de un complicado inicio de año, donde John Textor tenía planeado que el primer equipo del Botafogo realizara una pretemporada en Estados Unidos jugando amistosos contra equipos europeos y de la MLS, sus planes se frustraron y el equipo tuvo un mal desempeño en el Campeonato Carioca. Después de anunciar sus planes, la Federación de Fútbol del Estado de Río de Janeiro (FERJ) reaccionó negativamente y solicitó a la Confederación Brasileña de Fútbol que otorgara las plazas de clasificación para la Copa de Brasil al Campeonato Carioca. De esta manera, los equipos que se clasificaron para las semifinales del Campeonato Carioca (los cuatro primeros lugares) y el campeón de la Taça Rio (del quinto al octavo lugar) obtendrían la clasificación. Por lo tanto, los planes de ir a Estados Unidos fueron cancelados y el club jugó la competición con el primer equipo, teniendo un mal desempeño y terminando en el quinto lugar, clasificando para la Taça Rio. Después de partidos turbulentos, ganó la Taça Rio y se clasificó para la Copa de Brasil 2024. A pesar de ello, el entrenador Luis Castro recibió muchas críticas y el ambiente se volvió tenso, marcado por invasiones de campo por parte de los aficionados durante el campeonato estatal y con los aficionados exigiendo la destitución del entrenador. John Textor decidió seguir adelante con el portugués y confiar en su trabajo. Para empeorar las cosas, el joven extremo Jeffinho, figura del equipo, fue vendido al Lyon (otro club de John Textor) por 10 millones de euros. A pesar de ser la venta más alta en la historia del club, fue la gota que colmó el vaso para parte de la afición del club. En medio de las críticas y los ataques, John desactivó su cuenta de Twitter y mantuvo su cuenta de Instagram privada, adoptando un enfoque más profesional y dejando de hacer promesas como «tener más dinero que el Barcelona» y manteniendo una política de confidencialidad en torno a las acciones del club.
En el Campeonato Brasileño, un comienzo avasallador disipó cualquier duda sobre la continuidad de Luís Castro, con el Botafogo liderando la competición desde la tercera jornada. Con 5 victorias en 5 partidos, Castro igualó el récord del mejor inicio en la historia del Brasileirão. Actualmente, en la décima jornada, el club sigue liderando la competición con 10 partidos jugados, 8 victorias, 2 derrotas y 24 puntos de 30 posibles, siendo la quinta mejor campaña en la historia del campeonato.
En la Copa de Brasil, el club avanzó hasta los octavos de final, donde fue eliminado en casa en la tanda de penales por el Athletico Paranaense, después de un empate global de 3-3. Sin embargo, la afición alvinegra, que había agotado todas las entradas disponibles para el partido, cantó y celebró con el equipo a pesar de la derrota, satisfecha con el esfuerzo por revertir el resultado y con la buena racha del club en las otras dos competiciones.
En la Copa Sudamericana, el club fue eliminado en los cuartos de final por el club argentino Defensa y Justicia, después de una remontada como visitante tras el empate del Botafogo en casa.
En junio de 2023, el club anunció su ambicioso proyecto para su nuevo Centro de Entrenamiento, que será el más grande de Brasil en términos de área y uno de los más grandes y modernos de América. El proyecto, con un costo aproximado de 170 millones y una superficie total de 295 mil metros cuadrados, contará con más de 19 campos y buscará integrar tanto al equipo profesional como a las divisiones inferiores y al equipo femenino.

### Doblete y consagración
Botafogo empezó la preparación de la temporada 2024 compitiendo en el Campeonato Carioca, aunque habiendo quedado en la quinta posición en la fase de grupos no pudo avanzar a las semifinales al quedar por debajo de Fluminense. Durante la Copa de Brasil, el Fogão quedaria eliminado en octavos de final tras quedar por debajo en una serie global de 2-1 frente a Bahía.
El equipo compitió de principio a fin en la Copa Libertadores de América; el 30 de noviembre en la final tuvo que afrontar el partido contra Atlético Mineiro con un jugador menos ya que antes de que se completara el primer minuto de partido, el mediocampista Gregore vería la tarjeta roja después de un tardío intento de despeje con la planta del pie, aun así el equipo completó el partido jugando a una alta intensidad y sin dejar fluir el juego del Mineiro, ya que rápidamente tomaron la ventaja por duplicado con un gol de Luiz Henrique y un tiro penal de Alex Telles, así como durante los minutos finales Júnior Santos liquidaría el partido para el 3-1 final. De esta forma el equipo alcanzaría la gloria continental por primera vez en su historia y tras esto ganaría una plaza para el Mundial de Clubes de la FIFA 2025 y clasificaría a la Copa Intercontinental de la FIFA donde jugaría contra Pachuca en el Derbi de las Américas de la FIFA. 
Botafogo llegaría a la última fecha del Brasileirao en la primera posición, dependiendo de sí mismos para asegurar el campeonato, independientemente de lo que haga Palmeiras, su competidor liguero. El partido decisivo contra Sao Paulo empezó en buen camino con un gol de Jefferson Savarino, no obstante, William Gomes empataría el partido media hora después; Gregore, quien había perjudicado al equipo en la final continental, sería el héroe para asegurar el campeonato nacional, ya que marcaría el 2-1 definitivo en el minuto 90+2, y con esto el club conquistaría el primer doblete en su historia.

## Símbolos del club

### Estrela Solitária

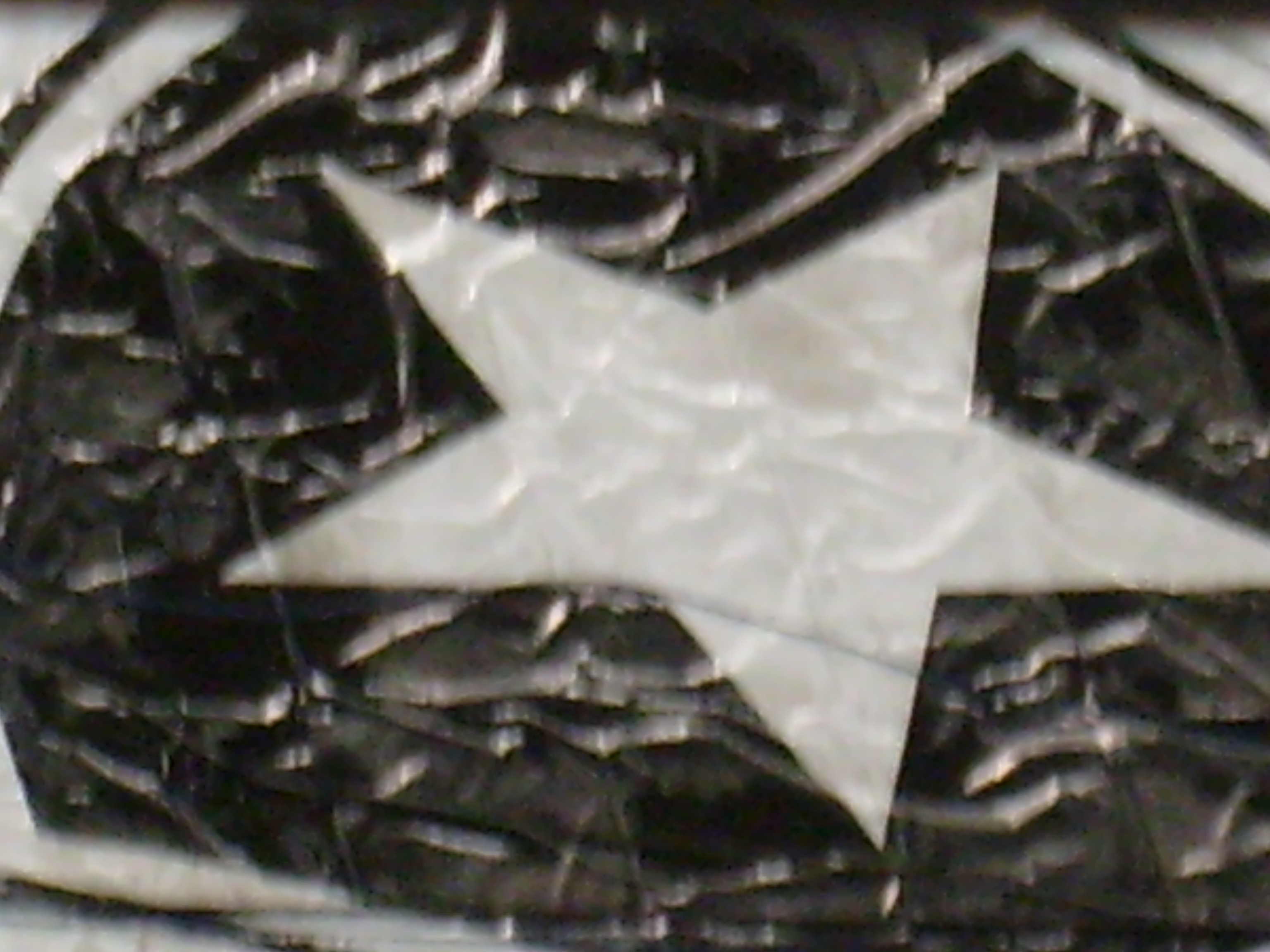
La Estrela Solitária.

La «Estrella Solitaria», presente en el escudo, la bandera y el estandarte del club, era el símbolo principal del Club de Regatas Botafogo. Originalmente, su forma era diferente: cada una de sus puntas tenía un tono distinto, lo que creaba un efecto de sombra al alternar los colores blanco y negro. Con el tiempo, en sus primeros años, se sustituyó por el famoso modelo de estrella de cinco puntas blancas sobre un fondo negro. La Estrella Solitaria representa a la Estrella D'Alva y se adoptó porque los remeros del club, que salían a remar muy temprano en la ensenada de Botafogo, veían a menudo el planeta Venus brillando en el cielo. Tras la fusión de los dos clubes, la estrella que apunta al cenit también se adoptó como símbolo para el equipo de fútbol. Por esta razón, el Botafogo de Fútbol y Regatas recibió el apodo de «el club de la Estrella Solitaria».

### Historia y evolución del escudo

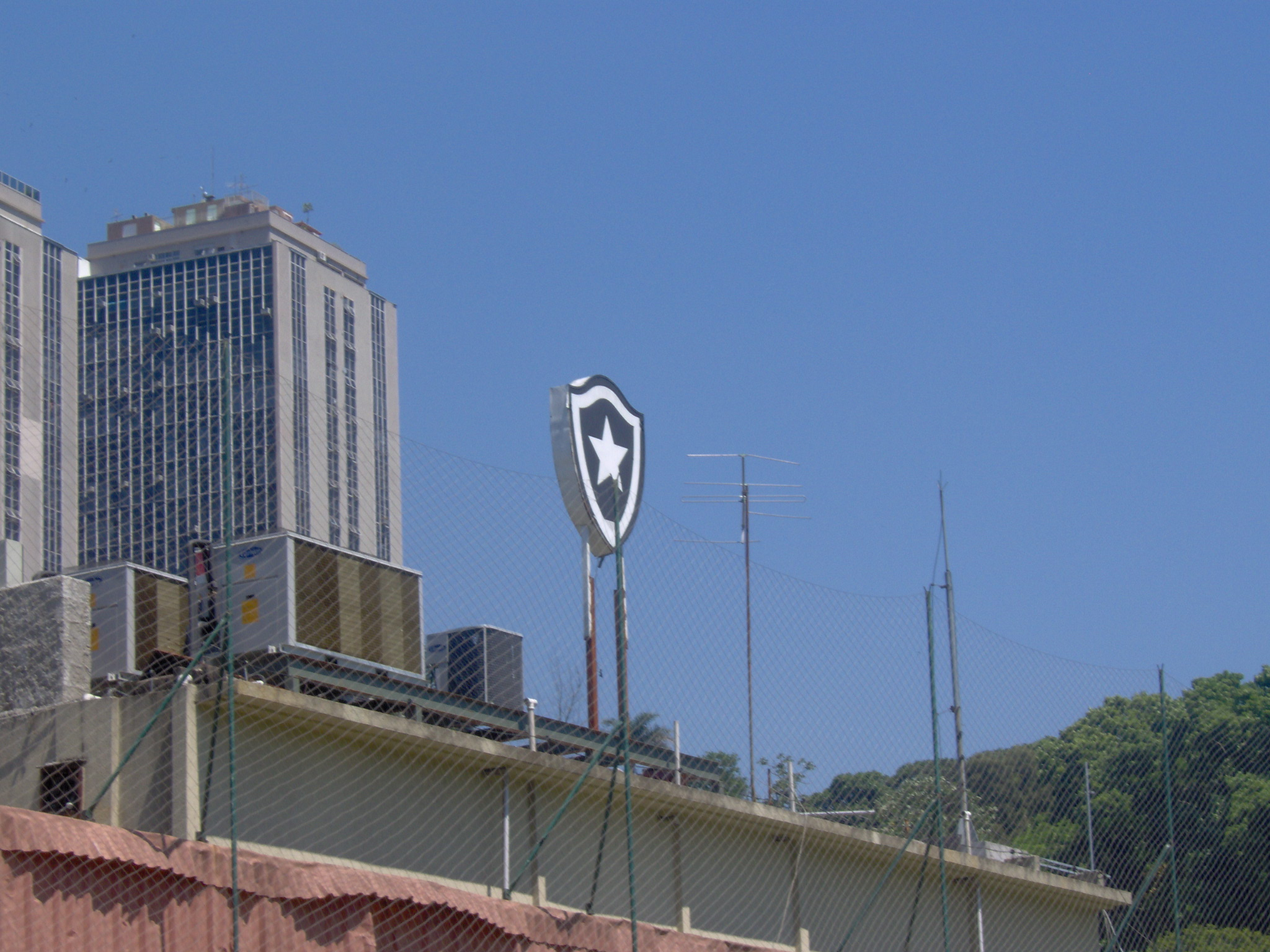
Escudo del Botafogo en la sede del club.

El Club de Regatas Botafogo no tenía un escudo oficial, pero existía uno de uso popular que incluía la Estrella Solitaria, remos y el monograma del club, con las iniciales CRB. En el uniforme, el club solo usaba el monograma con la estrella en la parte superior. En 1919, la estrella se superpuso a las iniciales, que pasaron a estar dentro de ella. Por su parte, el escudo del Botafogo Football Club fue diseñado con tinta china por uno de sus fundadores, Basílio Viana Júnior. Era un escudo blanco de estilo suizo con el contorno negro. En el centro, las iniciales del club, BFC, se entrelazaban en color negro. En 1942, con la creación del Botafogo de Fútbol y Regatas, se mantuvo el formato del escudo del Botafogo Football Club, pero se le hicieron algunos cambios. En lugar de las letras, se añadió la Estrella Solitaria blanca del Club de Regatas Botafogo, sobre un fondo negro. Además, el escudo recibió dos contornos: el interior blanco y el exterior negro.
En 2008, la revista japonesa T Sports Magazine eligió los 100 escudos de fútbol más bonitos del mundo y el símbolo del Botafogo fue elegido el primero. Al año siguiente, el sitio web Esporte Info (ahora Esporte Final) también lo consideró el escudo más bonito del mundo. El jurado estaba compuesto por periodistas, una diseñadora gráfica y un historiador brasileños. En 2013, el sitio web estadounidense Bleacher Report también incluyó el escudo albinegro entre los 20 más bonitos del mundo.
Entre 1981 y 2003, sobre el escudo oficial del Botafogo había cuatro estrellas más pequeñas que representaban los cuatro campeonatos cariocas ganados entre 1932 y 1935. Sin embargo, el club ya no usa estas estrellas adicionales, rindiendo así homenaje al apodo de Estrella Solitaria.

## Uniforme

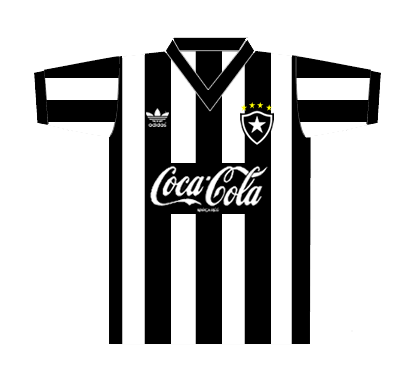
Clásico uniforme del Botafogo. En la imagen, la camiseta de 1985.

Inicialmente, el Club de Regatas Botafogo disponía de dos unformes diferentes. El primero, compuesto por camiseta y pantalones totalmente negros, era utilizado para las competiciones deportivas en si, mientras que el segundo, conformado por camiseta a franjas horizontales blanquinegras y pantalones negros, era usado solamente en los entrenamientos. Posteriormente, el segundo uniforme del club pasó a ser totalmente blanco.
En tanto que, durante sus primeros años de existencia, el uniforme del Botafogo Football Club consistió en camiseta y pantalones de color blanco con medias negras, siendo este fabricado íntegramente en Inglaterra. En 1906, con motivo del estreno de su nuevo uniforme, también fabricado en Inglaterra por la empresa Benetfink & Co., el club disputó de un encuentro de carácter amistoso frente a Fluminense.
- Uniforme titular: Camiseta blanquinegra, pantalón negro, medias grises.
- Uniforme alternativo: Camiseta negra, pantalón negro, medias negras.

### Evolución del uniforme

#### Uniforme titular
| 2013 | 2014 | 2015 | 2016 | 2017 | 2018 | 2019 | 2020-21 |  |
| 2022 | 2022 | 2023 | 2024 | 2025 |      |      |         |  |

#### Uniforme alternativo
| 2013 | 2014 | 2015 | 2016 | 2017 | 2018 | 2019-20 | 2021 |
| 2022 | 2022 | 2023 | 2024 |      |      |         |      |

## Instalaciones

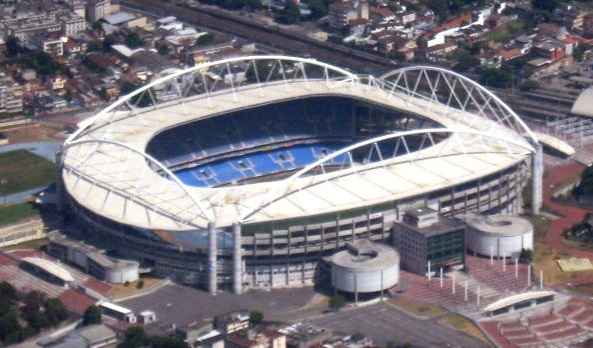
Estadio Olímpico Nilton Santos

El equipo juega de local en el Estadio Olímpico Nilton Santos, más conocido como Engenhão. Fue inaugurado en 2007 con una capacidad para 45 000 espectadores sentados. Construido para los Juegos Panamericanos de 2007 y designado como estadio olímpico para los Juegos Olímpicos de 2016, es propiedad del municipio de Río de Janeiro y pero administrado por la Compañía Botafogo, concesionaria del club. Desde 2017 lleva el nombre del exjugador de Botafogo Nilton Santos, nombre que ya recibía desde 2015 cuando Botafogo disputaba sus partidos en el estadio.
Las dimensiones del campo de juego son de 105 × 68 metros.

### Estadios anteriores
El primer estadio utilizado por el Botafogo (de 1908 a 1911) estaba situado en la calle Voluntários da Pátria. Después pasó a jugar los partidos en un estadio situado en la calle São Clemente. Finalmente en 1913 el Botafogo encuentra su propio estadio, también en el barrio de Botafogo, el Estadio General Severiano, llamado así debido a la calle que daba acceso al estadio.
Pero Botafogo también juega de local en el Estadio Maracaná. Por ejemplo, para la Copa Mundial de Fútbol de 1950 se construye el Estadio Maracaná, en el que el Botafogo juega desde entonces un buen número de encuentros importantes en Río de Janeiro.

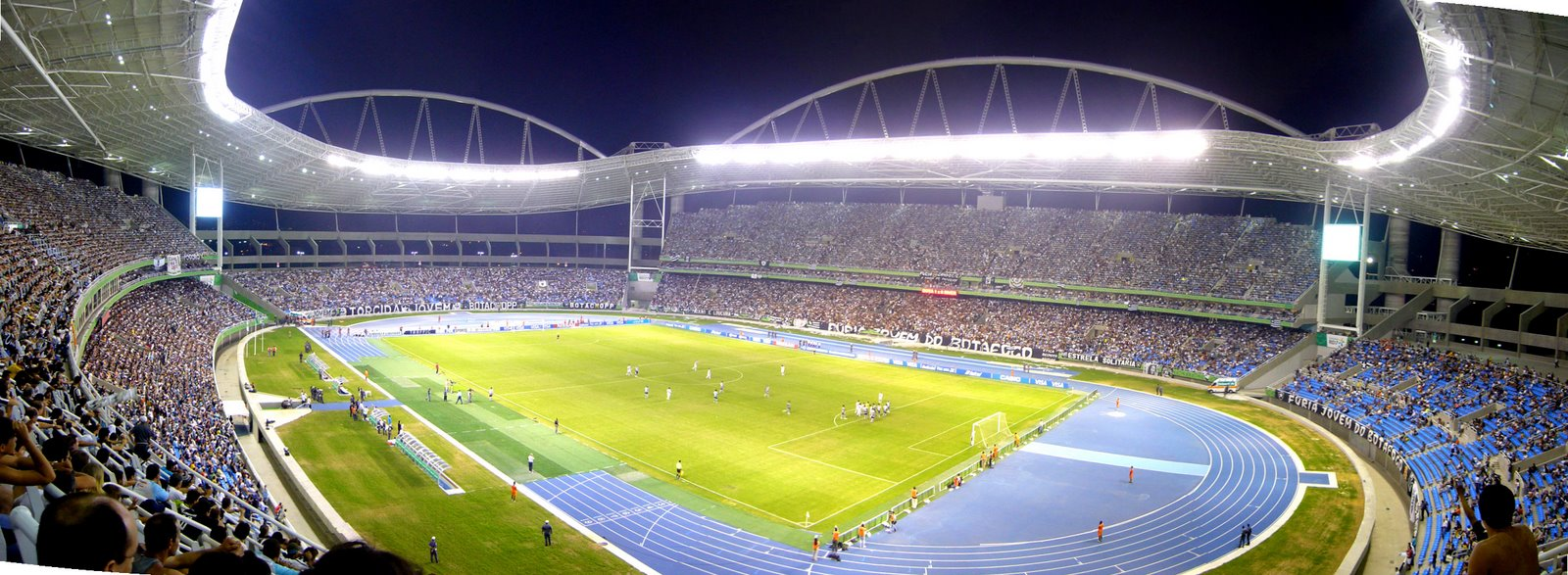
'Engenhão Estádio Olímpico Nilton Santos.

En 1977, el club pierde la propiedad del General Severiano debido a problemas económicos. El club construye un campo en el suburbio de Marechal Hermes en 1978, el Mané Garrincha, en el que jugaría ocasionalmente.
A principios de los años 1990, el Botafogo alquila el Estadio Caio Martins, en la ciudad de Niterói. En 1992 se vuelve a conseguir la propiedad del General Severiano, aunque ya no como estadio, si no convertido en piscinas, gimnasio y campos de entrenamiento.

## Hinchada

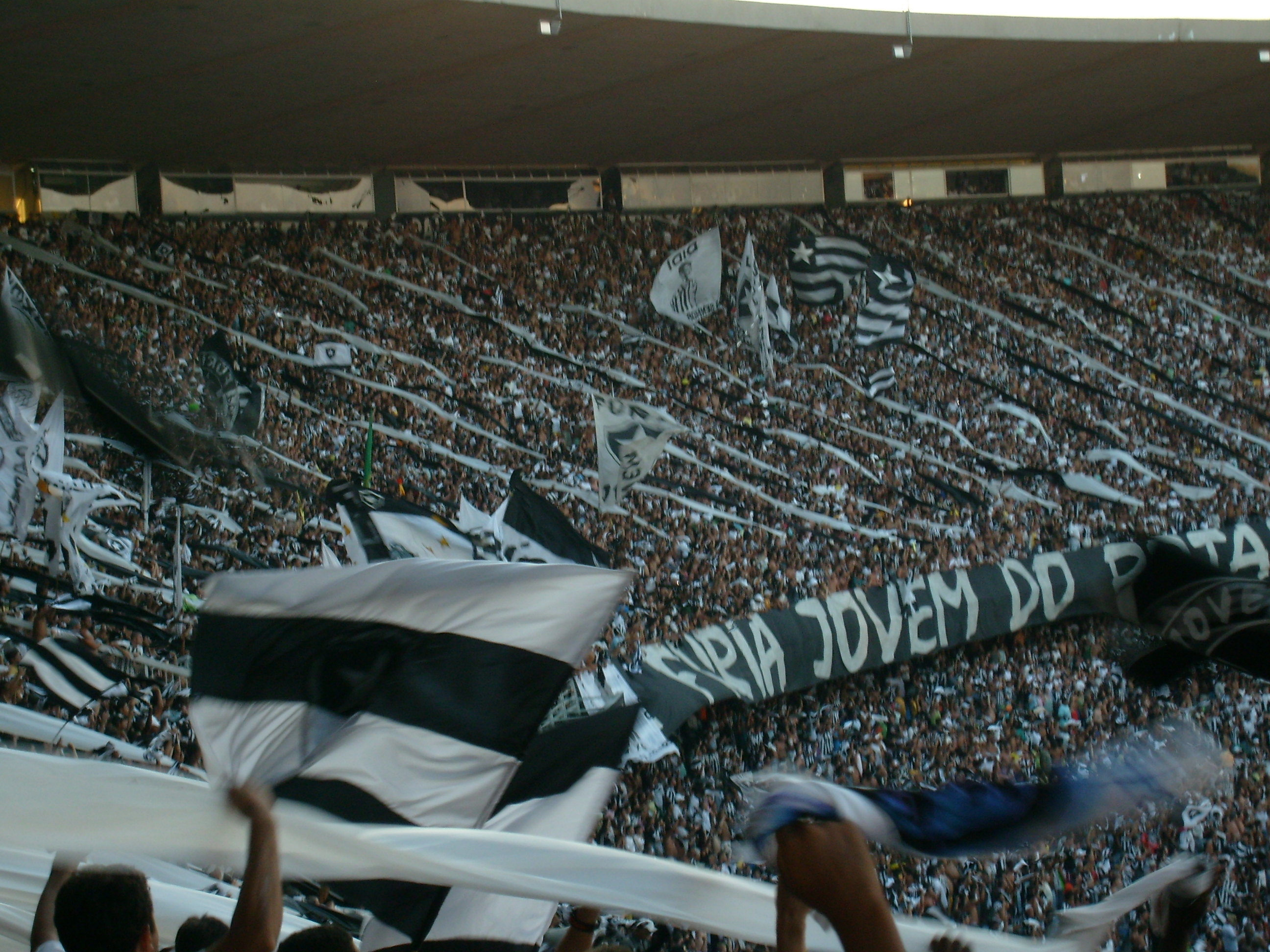
Foto de los aficionados durante un partido en 2009.

Históricamente, los hinchas de Botafogo estaban formados por residentes de barrios cercanos a la sede del club, como Botafogo, Copacabana y Urca. La popularización de Botafogo no comenzó hasta la década de 1940, especialmente con la presencia de la estrella Heleno de Freitas. La siguiente generación, en las décadas de 1950 y 1960, se inspira en la llamada «época de oro» del club, encabezada por Garrincha.
Hoy la hinchada del Botafogo es una de las más grandes de Brasil. Aunque tiene su sede en Río de Janeiro, sus seguidores se encuentran distribuidos por todo el país continental. Como muestran investigaciones recientes, como la del instituto brasileño Datafolha, Botafogo tiene la 12.ª hinchada más grande en Brasil, a veces técnicamente empatada con la 10.ª y la 13.ª
Un dato interesante de la hinchada de Botafogo es que es considerada una de las más tradicionales del país.  Sin embargo, las características que se consideran más fieles a esta afición son aquellas que la consideran supersticiosa y pesimista. Aun así, en los estadios siempre se muestra excitada en la cancha, que no para de cantar durante toda la duración de los partidos.

## Datos del club
- Temporadas en 1º: 59[39] (1971-2002; 2004-2014; 2016-2020; 2022-2024).
- Temporadas en 2º: 3 (2003, 2015, 2021).
- Mayor goleada conseguida:
  - En campeonatos nacionales:
    - 24-0 a Spor Club Mangueira el 30 de mayo de 1909.[13]

  - En torneos internacionales:
    - 6-0 a Aurora el 28 de febrero de 2024.
- Mayor goleada encajada:
  - En campeonatos nacionales:
    - 2-11 de América (RJ) el 3 de noviembre de 1929.[40]

  - En torneos internacionales:
    - 3-7 de São Paulo el 8 de febrero de 1996.[41]
- Mejor puesto en 1º: 1.º
- Peor puesto en 1º: 53.º[42]
- Máximo goleador: Quarentinha (308).
- Más partidos disputados: Nílton Santos (721).
- Mejor participación en Copa Libertadores de América: Campeón (2024).
- Mejor participación en Copa Sudamericana: Cuartos de final (2008 y 2009).
- Mejor participación en Copa Conmebol: Campeón (1993).

### Participaciones internacionales
| Torneo                                | Ediciones                                             |
| ------------------------------------- | ----------------------------------------------------- |
| Copa Libertadores (7)                 | 1963, 1973, 1996, 2014, 2017, 2024, 2025.             |
| Copa Sudamericana (9)                 | 2006, 2007, 2008, 2009, 2011, 2012, 2018, 2019, 2023. |
| Copa Conmebol (2)                     | 1993, 1994.                                           |
| Recopa Sudamericana (2)               | 1994, 2025.                                           |
| Copa Master de Conmebol (1)           | 1996.                                                 |
| Copa Internacional de Río (1)         | 1953.                                                 |
| Copa Mundial de Clubes de la FIFA (1) | 2025.                                                 |
| Copa Intercontinental de la FIFA (1)  | 2024.                                                 |

### Por competición
- En negrita competiciones en activo.

| Torneo                            | Temp. | PJ  | PG | PE | PP | GF  | GC  | Dif. | Puntos |
| --------------------------------- | ----- | --- | -- | -- | -- | --- | --- | ---- | ------ |
| Copa Libertadores de América      | 6     | 64  | 30 | 15 | 19 | 95  | 71  | +24  | 95     |
| Copa Sudamericana                 | 9     | 48  | 22 | 13 | 13 | 74  | 55  | +18  | 79     |
| Copa Conmebol                     | 2     | 10  | 5  | 4  | 1  | 18  | 10  | +8   | 19     |
| Recopa Sudamericana               | 2     | 3   | 0  | 0  | 3  | 1   | 7   | -6   | 0      |
| Copa Master de Conmebol           | 1     | 1   | 0  | 0  | 1  | 3   | 7   | -4   | 0      |
| Copa Mundial de Clubes de la FIFA | 1     | 4   | 2  | 0  | 2  | 3   | 3   | 0    | 6      |
| Copa Intercontinental de la FIFA  | 1     | 1   | 0  | 0  | 1  | 0   | 3   | -3   | 0      |
| Copa Internacional de Río         | 1     | 3   | 1  | 1  | 1  | 6   | 5   | +1   | 4      |
| Total                             | 23    | 134 | 60 | 33 | 41 | 200 | 161 | +39  | 203    |

## Jugadores

### Fichajes 2025 • Invierno
| Altas          | Altas         | Altas                   | Altas    | Altas        |
| Jugador        | Posición      | Procedencia             | Tipo     | Costo        |
| -------------- | ------------- | ----------------------- | -------- | ------------ |
| Neto           | Portero       | Bournemouth             | Libre    | $ 0          |
| Cristhian Loor | Portero       | Independiente del Valle | ?        | $ 0          |
| Danilo         | Defensa       | Nottingham Forest       | Traspaso | $ 23 000 000 |
| Kaio           | Defensa       | Krasnodar               | Traspaso | $ 2 000 000  |
| Álvaro Montoro | Mediocampista | Vélez Sarsfield         | Traspaso | $ 7 900 000  |
| Jordan Barrera | Mediocampista | Junior                  | Traspaso | $ 4 300 000  |
| Arthur Cabral  | Delantero     | Benfica                 | Traspaso | $ 12 000 000 |
| Joaquín Correa | Delantero     | Inter de Milán          | Libre    | $ 0          |

| Bajas            | Bajas         | Bajas              | Bajas    | Bajas        |
| Jugador          | Posición      | Destino            | Tipo     | Costo        |
| ---------------- | ------------- | ------------------ | -------- | ------------ |
| Jair Cunha       | Defensa       | Nottingham Forest  | Traspaso | $ 12 000 000 |
| Gregore          | Defensa       | Al-Rayyan          | Traspaso | $ 6 000 000  |
| Hugo             | Defensa       | Al-Wasl            | Traspaso | $ 850 000    |
| Danilo Barbosa   | Defensa       | Al-Ula             | ?        | $ 0          |
| Serafim          | Defensa       | Al-Dhafra          | ?        | $ 0          |
| Patrick de Paula | Defensa       | Estoril Praia      | Préstamo | $ 0          |
| Thiago Almada    | Mediocampista | Atlético de Madrid | Traspaso | $ 21 000 000 |
| Kauê             | Mediocampista | Porto B            | Libre    | $ 0          |
| Matías Segovia   | Mediocampista | RWDM Brussels      | ?        | $ 0          |
| Igor Jesus       | Delantero     | Nottingham Forest  | Traspaso | $ 19 000 000 |
| Rwan Cruz        | Delantero     | Real Salt Lake     | Préstamo | $ 0          |
| Elias Manoel     | Delantero     | Santa Clara        | Préstamo | $ 0          |
| Yarlen           | Delantero     | Tondela            | Préstamo | $ 0          |
| Diego Hernández  | Delantero     | Remo               | Préstamo | $ 0          |

## Entrenadores
Ground Committee
- Antônio Werneck, Octávio Werneck y Anselmo Mascarenhas (febrero de 1907–?)[74]
- Antônio Werneck y Octávio Werneck (1908)[75]
- Hugh Edgard Pullen,  Antônio Werneck y Octávio Werneck (1909)[75]
- Hugh Edgard Pullen,  Pedro Martins da Rocha y Anselmo Mascarenhas (1910)[75]
- José Mattos, Rolando de Lamare, Pedro Abreu y Bento Pereira (enero de 1914–?)[76][77]
- Juca, Rolando de Lamare, Mario P. Fontenelle, Antonio Pinto y Benjamin Sodré (diciembre de 1914–?)[78]
- Osny Werner, Luiz Menezes y Álvaro Werneck (1916)[75]
- Luiz de Paula y Silva, Dr. Adalberto Darcy, Alfredo Couto, Oldemar Murtinho y Carlos Pino (noviembre de 1917–?)[79][80]
- Luiz de Paula e Silva y Mário Aleixo (1918)[75]
- Luiz de Paula e Silva, José G. Couto, Ernesto Wright, Ernany Joppert y C. Costa Real (noviembre de 1918–?)[81][nota2 1]
- Luiz de Paula e Silva, Edgard Côrte Real, Ernesto Wright, José L. Couto y Ernany Joppert (diciembre de 1918–?)[75][82][83]
- Luiz de Paula e Silva (1920)[75]
- Lulú, Luiz Palamone, Octávio Tourinho, Carlos Pimentel y  Hugh Edgard Pullen (enero de 1921–?)[84]
- Carlito, Petiot, Coió, Francisco Antunes Filho y  R. L. Gregory (enero de 1922–?)[75][85]

Directores técnicos
- Octávio Werneck (abril de 1906–?)[75][86]
- Antônio Luiz dos Santos Werneck (1907)[75]
- Norman Hime,  Luiz Martins da Rocha, Octávio Werneck y Alfredo Chaves (febrero de 1909–?)[87]
- Pedro Martins da Rocha (1911)[75]
- Hugh Edgard Pullen (1912)[75]
- Hugh Edgard Pullen y  Álvaro Werneck (1913)[75]
- Lulú (1914)[75]
- Lulú (1915)[75]
- Carlito (?–septiembre de 1917)[75][88]
- Oldemar Murtinho (septiembre de 1917–?)[75][88]
- Juan Carlos Bertone (marzo de 1923–1924)[75][89]
- Luiz Martins da Rocha (1924)[75]
- Vadinho[90] (1924)[75]
- Carlito (1925)[75][91]
- Jenő Medgyessy (1926)[75]
- Carlito (1926)[75]
- Jenő Medgyessy (1927)[75]
- Ramón Platero (julio de 1927–1927)[75][92]
- Carlito (1927)[75]
- Ramón Platero (1928)[75]
- Vadinho (1928)[75]
- Flávio Ramos (1928)[75]
- Charles Williams (1929)[75]
- Kanela (1929)[75]
- Charles Williams (1929)[75]
- Miklós Ladányi (1930–1933)[75]
- Victor Guisard (1933)[75]
- Armindo Nobs Ferreira (1933)[75]
- Miklós Ladányi (1934)[75]
- Carlito (1935)[75]
- Kanela (1936)[75]
- Carlito (1936–1939)[75]
- Juca da Praia (1939)[75]
- Izidor Kürschner (mayo de 1939–agosto de 1940)[75][93][94]
- Adhemar Pimenta (agosto de 1940–septiembre de 1942)[75][94][95][96]
- Carvalho Leite (septiembre de 1942–1943)[75][97]
- Mario Fortunato (abril de 1943–octubre de 1943)[75][98][99]
- Martim Silveira (octubre de 1943–junio de 1944)[75][100]
- Luiz Menezes (interino- junio de 1944–1944)[101][102]
- Bengala (1944–1946)[75]
- Martim Silveira (1946)[75]
- Ondino Viera (enero de 1947–diciembre de 1947)[75][103][104]
- Zezé Moreira (1948–1949)[75]
- Geninho (1949)[75]
- Paes Barreto (1950)[75]
- Carvalho Leite (1950–1951)[75]
- Newton Cardoso (1951)[75]
- Carvalho Leite (1951–1952)[75]
- Sylvio Pirillo (1952)[75]
- Martim Silveira (1952–1953)[75]
- Gentil Cardoso (1953–1954)[75]
- Newton Cardoso (1954)[75]
- Zezé Moreira (1954–1956)[75]
- Geninho (1956–1957)[75]
- João Saldanha (1957–1958)[75]
- Marinho Rodrigues (1958)[75]
- João Saldanha (1958–1959)[75]
- Paulo Amaral (1960–1961)[75]
- Marinho Rodrigues (1961–1963)[75]
- Danilo Alvim (1963)[75]
- Paraguaio (1963)[75]
- Zoulo Rabello (1964)[75]
- Geninho (1964–mayo de 1965)[75][105]
- Admildo Chirol (interino- mayo de 1965–?)[75][105]
- Daniel Pinto (1965)[75]
- Admildo Chirol (1966)[75]
- Neca (1966)[75]
- Admildo Chirol (1966-1967)[75]
- Mário Zagallo (1967–1970)[75]
- Paraguaio (1970)[75]
- Mário Zagallo (1970)[75]
- Paraguaio (1970)[75]
- Luiz Henrique (1970)[75]
- Paulinho de Almeida (1971)[75]
- Paraguaio (1971)[75]
- Tim (1972)[75]
- Sebastião Leônidas (1972–1973)[75]
- Paraguaio (1973–1974)[75]
- Paulistinha (1974)[75]
- Mário Zagallo (1974–1975)[75]
- Telê Santana (1976)[75]
- Sebastião Leônidas (1977)[75]
- Zezé Moreira (1977)[75]
- Paulistinha (1977)[75]
- Danilo Alves (1977)[75]
- Mário Zagallo (1978)[75]
- Danilo Alves (1978)[75]
- Joel Martins (1979)[75]
- Jorge Vieira (1979)[75]
- Djalma Cavalcanti (1979)[75]
- Paulo Amaral (1980)[75]
- Othon Valentim (1980)[75]
- Paulo Emílio (1980)[75]
- Paulinho de Almeida (1981)[75]
- Jorge Vieira (1982)[75]
- Félix Venerando (1982)[75]
- Ernesto Guedes (1982)[75]
- Zé Mário (1982–1983)[75]
- Sebastião Leônidas (1983)[75]
- Didi (1984)[75]
- Humberto Redes (1984)[75]
- Jair Pereira (1984)[75]
- Orlando Fantoni (1984)[75]
- Jorge Vieira (1985)[75]
- Abel Braga (1985)[75]
- Kléber Camerino (1985)[75]
- José Luiz Carbone (1985–1986)[75]
- Kléber Camerino (1986)[75]
- Sebastião Leônidas (1986)[75]
- Mário Zagallo (1986)[75]
- Joel (1986-1987)[75]
- Jair Pereira (1987)[75]
- Zé Carlos (1987–1988)[75]
- Joel (1988)[75]
- Pinheiro (1988)[75]
- Jair Pereira (1988)[75]
- Valdyr Espinosa (1989)[75]
- Edu (1989–1990)[75]
- Joel (1990)[75]
- Valdyr Espinosa (1990-1991)[75]
- Gil (1991)[75]
- Ernesto Paulo (1991)[75]
- Gil (1992)[75]
- Edinho (1992)[75]
- Joel (1992)[75]
- Paulo Emílio (1993)[75][106][107]
- Othon Valentim (1993)[75][107]
- Carlos Alberto Torres (1993)[75]
- Dé (1994)[75]
- Renato Trindade (1994)[75][75]
  -  Antônio Clemente (interino- noviembre de 1994)[75][108]
- Ronaldo Torres (1995)[75]
- Jair Pereira (1995)[75]
- Paulo Autuori (1995)[75][109][110][111]
- Marinho Peres (diciembre de 1995–abril de 1996)[75][112][113]
- Ricardo Barreto (abril de 1996–? de 1996)[75][114]
- Ronaldo Torres (1996)[75]
- Jair Pereira (1996)[75]
- Joel Santana (1997)[75]
- Sebastião Rocha (1997)[75]
- Carlos Alberto Torres (1997)[75]
- Gílson Nunes (?–marzo de 1998)[75][115]
- Paulo Autuori (marzo de 1998–1998)[75][115][116]
- Ronaldo Torres (1998)[75][117][118]
- Valdyr Espinosa (1998–1999)[75]
- Gílson Nunes (1999)[75]
- Mauro Fernandes (1999)[75]
- Carlos Alberto Torres (1999)[75]
- Antônio Clemente (1999)[75]
- Joel Santana (diciembre de 1999–septiembre de 2000)[75][119][120]
- Antônio Clemente (interino- septiembre de 2000–noviembre de 2000)[75][120][121]
- Ricardo Barreto (2000)[75]
- Sebastião Lazaroni (noviembre de 2000–?)[75][122][123]
- Dé (2001)[75]
- Paulo Autuori (2001)[75][124]
- Abel Braga (2001–julio de 2002)[75][125]
- Zagallinho (2002)[75]
- Dé (2002)[75]
- Leomir de Souza (2002)[75]
- Arthur Bernardes (julio de 2002–agosto de 2002)[75][126][127]
- Abel Braga (2002)[75]
- Ivo Wortmann (septiembre de 2002–noviembre de 2002)[75][128][129][130]
- Carlos Alberto Torres (noviembre de 2002–2002)[75][131][130]
- Levir Culpi (diciembre de 2002–abril de 2004)[75][132][133]
  -  Luiz Matter (interino- junio de 2003)[75][134]
- Luiz Matter (interino- abril de 2004)[75][135]
- Mauro Galvão (mayo de 2004–agosto de 2004)[75][136][137]
- Paulo Bonamigo (agosto de 2004–marzo de 2005)[75][138][139]
- Paulo César Gusmão (marzo de 2005–junio de 2005)[75][140][141]
- Péricles Chamusca (junio de 2005–agosto de 2005)[75][142][143]
- Acácio Barreto (2006)[75]
- Carlos Roberto (diciembre de 2005–mayo de 2006)[75][144][145]
- Cuca (mayo de 2006–septiembre de 2007)[75][146][147]
- Mário Sérgio (septiembre de 2007–octubre de 2007)[148][149]
- Cuca (2007–2008)[149][75]
- Ney Franco (julio de 2008–agosto de 2009)[150][151]
- Estevam Soares (agosto de 2009–enero de 2010)[75][152][153]
- Joel Santana (2010–marzo de 2011)[75][154]
- Caio Júnior (marzo de 2011–diciembre de 2011)[155][156]
- Oswaldo de Oliveira (diciembre de 2012–diciembre de 2013)[157][158]
- Eduardo Hungaro (diciembre de 2013–abril de 2014)[159][160]
- Vágner Mancini (abril de 2014–diciembre de 2014)[161][162]
- René Simões (diciembre de 2014–julio de 2015)[163][164]
- Jair Ventura (interino- julio de 2015)[164]
- Ricardo Gomes (julio de 2015–agosto de 2016)[165][166]
- Jair Ventura (agosto de 2016–diciembre de 2017)[167][168]
- Felipe Conceição (diciembre de 2017–febrero de 2018)[169][170][171]
- Alberto Valentim (febrero de 2018–junio de 2018)[172][173]
- Bruno Lazaroni (interino- agosto de 2018)[174]
- Zé Ricardo (agosto de 2018–abril de 2019)[175][176]
- Eduardo Barroca (abril de 2019–octubre de 2019)[177]
- Bruno Lazaroni (interino- octubre de 2019)[178]
- Alberto Valentim (octubre de 2019–febrero de 2020)[179][180]
- Paulo Autuori (febrero de 2020–octubre de 2020)[181][182]
- Bruno Lazaroni (octubre de 2020–noviembre de 2020)[182][183]
- Ramón Díaz (noviembre de 2020)[184][185]
- Eduardo Barroca (noviembre de 2020–febrero de 2021)[186][187]
- Lúcio Flávio (interino- febrero de 2021)[187][188]
- Marcelo Chamusca (febrero de 2021–julio de 2021)[188][189]
- Enderson Moreira (julio de 2021–febrero de 2022)[190][191]
- Lúcio Flávio (interino- febrero de 2022–marzo de 2022)[192]
- Luís Castro (marzo de 2022–junio de 2023)[193][194]
- Caçapa (interino- junio de 2023–julio de 2023)[195]
- Bruno Lage (julio de 2023–octubre de 2023)[196]
- Lúcio Flávio (interino- octubre de 2023/octubre de 2023–noviembre de 2023)[197][198][199]
- Tiago Nunes (noviembre de 2023–febrero de 2024)[200]
- Fábio Matias (interino- febrero de 2024–abril de 2024)[201]
- Artur Jorge (abril de 2024–enero de 2025)[202][203]
- Carlos Leiria (interino- enero de 2025–febrero de 2025)[204]
- Caçapa (interino- febrero de 2025)[205]
- Renato Paiva (febrero de 2025–julio de 2025)[206]
- Davide Ancelotti (julio de 2025–presente)[207]

1. ↑  No se sabe si esta es la comisión técnica oficial.

## Grandes ídolos y entrenadores
Garrincha se encuentra entre los futbolistas con más presencias y con más goles convertidos en la historia de Botafogo. Con 721 partidos disputados, Nílton Santos es el futbolista que en más oportunidades ha jugado con la camiseta de Botafogo. Debutó el 21 de marzo de 1948 en un amistoso frente al América Mineiro y jugó su último encuentro, también de carácter amistoso, el 16 de diciembre de 1964 ante Bahia. Junto a Santos, Garrincha fue el único jugador en alcanzar la cifra de 600 encuentros con el club, disputando un total de 612 partidos entre el 28 de junio de 1953 y 15 de septiembre de 1965.
Por otra parte, Quarentinha es el máximo artillero en la historia de Botafogo al totalizar 308 goles en 444 encuentros disputados entre los años 1944 y 1954. Marcó por primera vez el día de su debut frente al São Paulo el 26 de junio de 1954, mientras que su último tanto fue convertido el 15 de noviembre de 1964 ante el Canto do Rio por el Campeonato Carioca. En total, Quarentinha anotó 174 goles por competencias oficiales y 126 en partidos amistosos. Más atrás, Carvalho Leite con 261 tantos, Garrincha con 243 y Heleno de Freitas con 209, fueron los otros futbolistas de Botafogo en superar la barrera de los 200 goles.
Botafogo, es además uno de los clubes que aportó más jugadores a la selección de fútbol de Brasil. Los primeros futbolistas del club en formar parte del combinado nacional fueron los hermanos Abelardo y Rolando de Lamare, quienes integraron el plantel que enfrentó al Exeter City de Inglaterra el 21 de julio de 1914. Desde entonces, 131 integrantes de la institución han sido citados al Scratch, 92 de los cuales jugaron al menos un encuentro. Entre estos últimos, Jairzinho es el futbolista que disputó más encuentros, con un total de 101 presentaciones a partir de su debut el 7 de junio de 1964. Asimismo, con 42 tantos, Jairzinho es el que anotó en más opotunidades con la selección absoluta, siendo escoltado en este apartado por Didi con 18 goles y por Quarentinha con 17.
En los inicios de la institución el cargo de entrenador del equipo era desempeñado por una comisión técnica, conformado por lo general por entre tres y seis integrantes, que era encabezada por un jefe de comisión. La primera de estas asumió en 1906 y estuvo compuesta por Ataliba Sampaio, Norman Hime y Octávio Werneck. Dicha situación se mantuvo casi sin variantes hasta 1922, con excepción de la temporada 1918, cuando fue contratado Mário Aleixo, primer técnico remunerado en la historia del club, para liderar la comisión técnica.
De acuerdo al estatuto vigente del Botafogo de Futebol e Regatas, el presidente de la institución es elegido por los socios del club, a través del voto directo y secreto. El período de mandato de cada presidente escogido es de tres años, con la posibilidad de una reelección.
El primer presidente del Botafogo Football Club fue el jugador y fundador de club Flávio da Silva Ramos en 1904, mientras que en lo que respecta al Club de Regatas Botafogo, dicho cargo también fue desempeñado por uno de los fundadores del club, José María Dias Braga, quien se mantuvo en la presidencia de la institución entre 1894 y 1895.
A lo largo de la historia de ambos clubes, el cargo de presidente fue ocupado, además de otros dirigentes, por varios exatletas y figuras destacadas de la sociedad de Río de Janeiro. Entre estos, es posible mencionar al escultista y exfutbolista Mimi Sodré, en el Football Club, y el poeta Augusto Frederico Schmidt, máximo dirigente del Club de Regatas desde 1941 hasta 1942 e ideólogo de la fusión entre ambas entidades en este último año. Tras la unión, uno de los presidentes más populares fue Carlito Rocha, místico y supersticioso, a quien se le atribuye la creación de varias frases históricas, así como de la mascota del equipo «Biriba». Carlito Rocha, que además había sido jugador y entrenador de Botafogo con anterioridad, presidió al club albinegro entre 1948 a 1951.
Otro presidente destacado en la historia de Botafogo fue Emil Pinheiro, quien asumió el manejo del fútbol de la institución a fines de los años 1980, período en el que se encontraba en una fuerte decadencia, y bajo cuya administración conquistó el Campeonato Carioca en 1989 y 1990, además de alcanzar la final del Campeonato Brasileño en 1992, mismo año en el que renunció al cargo. En 1994 el manejo del club fue encomendado a Carlos Augusto Montenegro, gracias a cuya gestión, además de obtener por primera vez el Campeonato Brasileño en 1995, en el ámbito institucional se recuperó la sede de General Severiano, que había sido perdida por el club en 1977.
En 2003, Paulo Roberto Freitas, más conocido como Bebeto Freitas, asumió la presidencia de Botafogo. Freitas, quien fuese jugador de voleibol del club, reemplazó en el cargo a Mauro Ney Palmeiro con la misión de conseguir el ascenso desde la Segunda División brasileña, a la que Botafogo había descendido la temporada anterior, objetivo que cumplió durante su primer año de presidencia. En tanto, en el área administrativa, se creó la Compañía Botafogo, que desde entonces gestiona la rama de fútbol de la institución. En 2005, Freitas fue reelegido en el cargo de presidente gracias al apoyo de Carlos Augusto Montenegro, de la prensa, y de los aficionados en general, siendo uno de los principales logros de su segundo mandato, que se prolongó hasta 2008, la obtención por parte del club de la concesión del Estádio Olímpico João Havelange.
Desde el año 2009, el cargo de presidente de Botafogo de Futebol e Regatas es ejercido por el dentista y profesor universitario Maurício Assumpção Souza Júnior.
La Companhia Botafogo es una sociedad anónima creada en 2003, bajo la presidencia de Bebeto de Freitas, con el objetivo de dirigir la sección de fútbol del Botafogo de Futebol e Regatas. Dada la precariedad financiera por la que atravesaba la institución, esta medida fue adoptada y aprobada por el Consejo Deliberativo del club albinegro, transformándolo en uno de los primeros club-empresa de Brasil.

## Palmarés
Nota: en negrita competiciones vigentes en la actualidad.

### Torneos nacionales
| Competición nacional      | Títulos           | Subcampeonatos    |
| ------------------------- | ----------------- | ----------------- |
| Serie A (3/3)             | 1968, 1995, 2024. | 1962, 1972, 1992. |
| Copa de Brasil (0/1)      |                   | 1999.             |
| Supercopa de Brasil (0/1) |                   | 2025.             |
|                           |                   |                   |
| Serie B (2/1)             | 2015, 2021.       | 2003.             |

### Torneos internacionales
| Competición internacional              | Títulos | Subcampeonatos |
| -------------------------------------- | ------- | -------------- |
| Copa Libertadores de América (1/0)     | 2024.   |                |
| Copa Conmebol (1/0)                    | 1993.   |                |
| Derbi de las Américas de la FIFA (0/1) |         | 2024.          |
| Recopa Sudamericana (0/2)              |         | 1994, 2025.    |

### Torneos interestaduales
| Competición interestadual             | Títulos                 | Subcampeonatos          |
| ------------------------------------- | ----------------------- | ----------------------- |
| Torneo Río-São Paulo (4/4)            | 1962, 1964, 1966, 1998. | 1960, 1961, 1965, 2001. |
| Copa de Campeones Río-São Paulo (2/4) | 1930, 1961.             | 1911, 1912, 1948, 1957. |

### Torneos estaduales
| Competición estadual       | Títulos | Subcampeonatos |
| -------------------------- | --- | --- |
| Campeonato Carioca (21/20) | 1907, 1910, 1912, 1930, 1932, 1933, 1934, 1935, 1948, 1957, 1961, 1962, 1967, 1968, 1989, 1990, 1997, 2006, 2010, 2013, 2018. | 1908, 1909, 1913, 1914, 1916, 1918, 1939, 1942, 1945, 1946, 1947, 1959, 1971, 1975, 2007, 2008, 2009, 2012, 2015, 2016. |
| Taça Río (9/7)             | 1989, 1997, 2007, 2008, 2010, 2012, 2013, 2023, 2024.                                                                         | 1982, 1990, 1991, 2009, 2017, 2018, 2021.                                                                               |
| Taça Guanabara (8/8)       | 1967, 1968, 1997, 2006, 2009, 2010, 2013, 2015.                                                                               | 1965, 1969, 1971, 1989, 1990, 1995, 2000, 2008.                                                                         |

### Torneos estaduales extintos
| Competición estadual              | Títulos                                         | Subcampeonatos    |
| --------------------------------- | ----------------------------------------------- | ----------------- |
| Torneo de Início (8/3)            | 1934, 1938, 1947, 1961, 1962, 1963, 1967, 1977. | 1932, 1937, 1945. |
| Torneo Municipal (2/1)            | 1951, 1996.                                     | 1947.             |
| Torneo Extra Río de Janeiro (1/2) | 1958.                                           | 1973, 1990.       |

### Torneos estaduales no regulares
| Competición estadual                                       | Títulos |
| ---------------------------------------------------------- | ------- |
| Taça Augusto Pereira da Mota (2do Turno Estadual) (1)      | 1975.   |
| Taça José Vander Rodrigues Mendes (2do Turno Estadual) (1) | 1976.   |

### Cronología de los principales títulos
| Torneo               | Año  | N.º  |
| -------------------- | ---- | ---- |
| Campeonato Carioca   | 1907 | 1.º  |
| Campeonato Carioca   | 1910 | 2.º  |
| Campeonato Carioca   | 1912 | 3.º  |
| Campeonato Carioca   | 1930 | 4.º  |
| Campeonato Carioca   | 1932 | 5.º  |
| Campeonato Carioca   | 1933 | 6.º  |
| Campeonato Carioca   | 1934 | 7.º  |
| Campeonato Carioca   | 1935 | 8.º  |
| Campeonato Carioca   | 1948 | 9.º  |
| Campeonato Carioca   | 1957 | 10.º |
| Campeonato Carioca   | 1961 | 11.º |
| Torneo Río-São Paulo | 1962 | 12.º |
| Campeonato Carioca   | 1962 | 13.º |
| Torneo Río-São Paulo | 1964 | 14.º |
| Torneo Río-São Paulo | 1966 | 15.º |
| Campeonato Carioca   | 1967 | 16.º |
| Campeonato Carioca   | 1968 | 17.º |
| Campeonato Brasileño | 1968 | 18.º |
| Campeonato Carioca   | 1989 | 19.º |
| Campeonato Carioca   | 1990 | 20.º |
| Copa Conmebol        | 1993 | 21.º |
| Campeonato Brasileño | 1995 | 22.º |
| Campeonato Carioca   | 1997 | 23.º |
| Torneo Río-São Paulo | 1998 | 24.º |
| Campeonato Carioca   | 2006 | 25.º |
| Campeonato Carioca   | 2010 | 26.º |
| Campeonato Carioca   | 2013 | 27.º |
| Campeonato Carioca   | 2018 | 28.º |
| Copa Libertadores    | 2024 | 29.° |
| Campeonato Brasileño | 2024 | 30.º |